# Hans von Staff
Karl Ferdinand Hans Hartwig von Staff, gen. von Reitzenstein (* 10. Oktober 1883 in Görlitz; † 8. Juni 1915 in Grootfontein, Namibia) war ein deutscher Geologe.

## Leben
Hans von Staff wurde als Sohn des Landgerichtspräsidenten Adolph von Staff gen. von Reitzenstein und seiner Ehefrau Anna Maria Elisabeth, geb. Mathesius geboren.
Er besuchte zunächst das Gymnasium in Breslau St. Maria Magdalena und danach in Posen. Sein Abitur erhielt er in Hirschberg Ostern 1902. Er studierte zunächst Rechtswissenschaften in Heidelberg. Danach hielt er sich für je ein Semester an den Universitäten in Breslau, Lausanne und wieder Breslau auf. Er soll auch für eine bestimmte Zeit in Mexiko gewesen sein.
Ostern 1904 ließ er sich bei der philosophischen Fakultät einschreiben. Eine Passion zum Bergsteigen hatte sein Interesse für die Geologie geweckt. Schon während seines Jurastudiums hatte er philosophische Vorlesungen gehört.
Im Alter von 23 Jahren am 21. Juli 1906 veröffentlichte er seine Dissertation in Breslau zu dem Thema Beiträge zur Stratigraphie und Tektonik des Gerecse-Gebirges. Nach dem Aufenthalt in Breslau ging er nach Berlin und wurde 1909 Dozent für Geologie und Paläontologie an der Friedrich-Wilhelms-Universität und analysierte dort vor allem Meeresfossilien. 
Bis Juli 1909 war er weiterhin zweiter Assistent am Museum für Naturkunde. Im Alter von 28 Jahren wurde Hans von Staff Teil der Tendaguru-Expedition.
Während des Ersten Weltkriegs war von Staff offenbar Gouvernementsbeamter und hatte die Position des kaiserlichen Geologen für Deutsch-Südwestafrika inne. Als Leiter der Bohrkolonne Süd war ihm die Aufgabe der Wasserbeschaffung übertragen worden. Am 8. Juli 1915 verstarb Hans v. Staff infolge einer Typhuserkrankung im Krankenhaus von Grootfontein (Namibia).

## Familie
Hans von Staff heiratete am 21. März 1908 die Zahnärztin Henriette Olga Emmy Helene, genannt Hella, Dercks, die Tochter des Königlichen Kirchenmusikdirektors Emil Dercks. Sie war Enkelin des Stadtverordnetenvorstehers und Kanzleirats in Kreuzburg (Oberschlesien) Franz Welczek. Das Ehepaar ließ sich am 9. April 1914 scheiden.